# Gran bola de foc
Gran bola de foc (títol original: Great Balls of Fire!) és una pel·lícula de Jim McBride estrenada l'any 1989, que explica la vida de Jerry Lee Lewis des del seu començament a Sun Rècords fins a la cima de la seva popularitat, per finalment veure la seva carrera declinar quan es va casar amb Myra Gale Brown, 13 anys, la filla del seu cosí. Ha estat doblada al català.

## Argument
El film explica la història de Jerry Lee Lewis durant els anys 1956-1958, mentre que el rock 'no roll estava en els seus començaments i Elvis Presley n'era el rei indiscutible. Jerry Lee, un cantant i pianista ambiciós que va formar un grup amb el seu cosí J. W. Brown, troba el productor Sam Phillips que li fa signar un contracte per la seva companyia Sun Records. Jerry Lee puja ràpidament al palmarès amb cançons com Crazy Arms, Whole Lotta Shakin' Goin' on i Great Balls of Fire. Però Lewis és un personatge inestable que beu molt i el seu estil de vida és constantment criticat per un altre cosí, el predicador Jimmy Swaggart.
S'enamora de Myra, la filla de J. W. Brown, que només té 13 anys i acaba per casar-se en secret. Es va descobrir tot en la seva gira britànica per un reporter anglès i l'escàndol fa que aquesta girada esdevé ràpidament un fracàs. Tornat als Estats Units, Jerry Lee percep que és molt menys popular que abans. Cau en l'alcoolisme.

## Repartiment
- Dennis Quaid: Jerry Lee Lewis
- Winona Ryder: Myra Gale Brown
- John Doe: J. W. Brown
- Stephen Tobolowsky: Judd Phillips
- Trey Wilson: Sam Phillips
- Alec Baldwin: Jimmy Swaggart
- Lisa Blount: Lois Brown
- Steve Allen: ell mateix
- Joshua Sheffield: Rusty Brown
- Mojo Nixon: James Van Eaton
- Jimmie Vaughan: Roland Janes
- David Ferguson: Jack Clement
- Robert Lesser: Alan Freed

## Al voltant del film
- El guió del film és basat en l'autobiografia de Myra Lewis, que es interpretada per Winona Ryder. Els drets cinematogràfics del llibre, coescrit per Murray J. Silver Jr., han estat venuts per 1 15. 000 dòlars. Més tard, Silver ha declarat haver detestat el film, qualificant-lo de fals.[3]
- Dennis Quaid tocava el piano des dels dos anys quan ha interpretat el paper de Jerry Lee Lewis. El pianista i cantant Jason D. Williams va ser contractat per duplicar Quaid en les peces de piano més complicades.[3]
- El film ha estat rodat a Memphis (Tennessee) així com a Marion (Arkansas). Les escenes del film desenvolupades als estudis Sun Records han estat rodades als autèntics estudis d'aquesta companyia a Memphis.